# John Wetzel
John Francis Wetzel, född 22 oktober 1944 i Waynesboro, Virginia, är en amerikansk före detta professionell basketspelare. Han avslutade sin spelarkarriär 1976.
Under sin NBA-karriär spelade Alexander för Los Angeles Lakers, Phoenix Suns och Atlanta Hawks. Säsongen 1987/1988 var han coach för Phoenix Suns.